# Hyas lyratus
Hyas lyratus är en kräftdjursart som beskrevs av James Dwight Dana 1851. Hyas lyratus ingår i släktet Hyas och familjen Oregoniidae. Inga underarter finns listade i Catalogue of Life.

## Bildgalleri

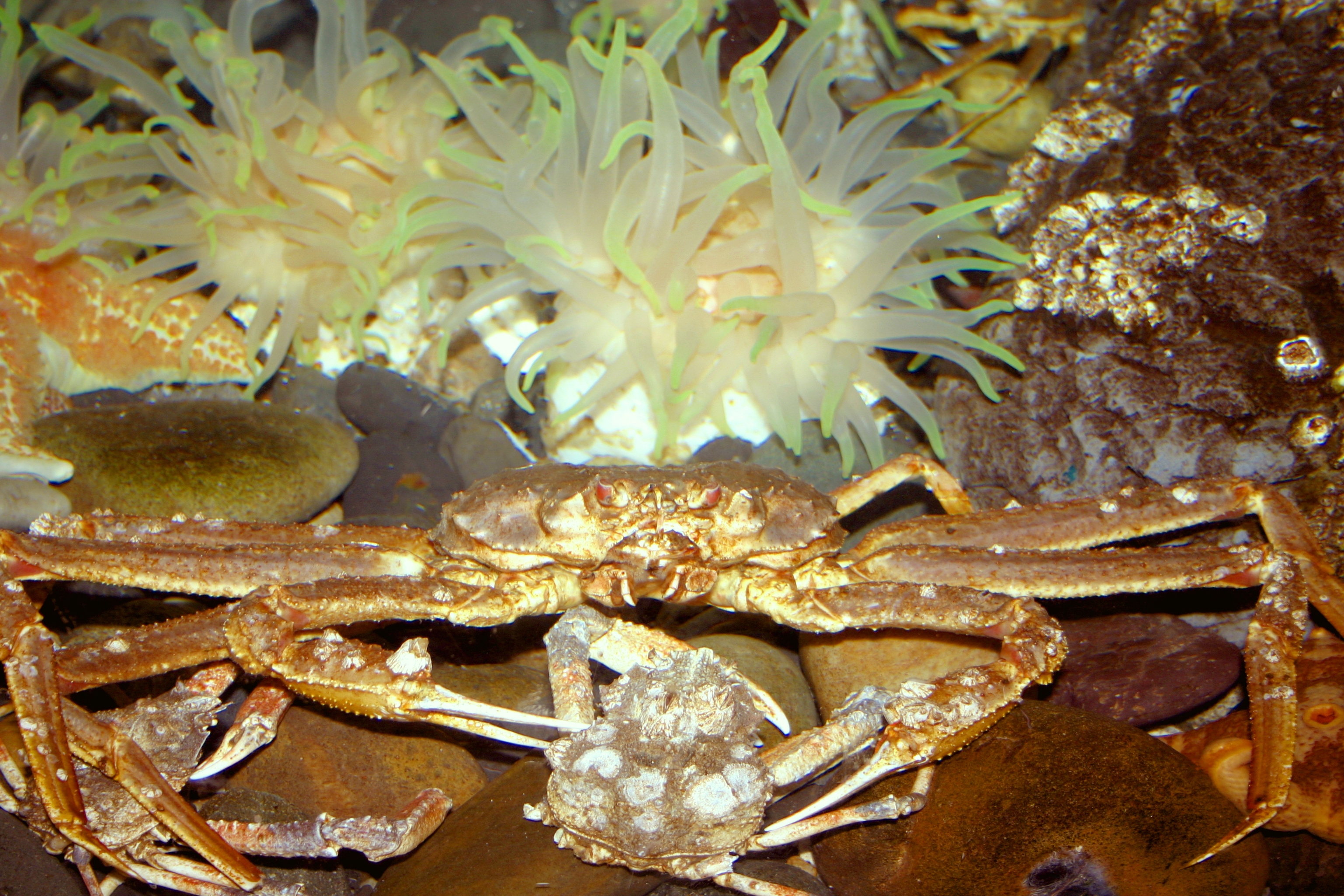
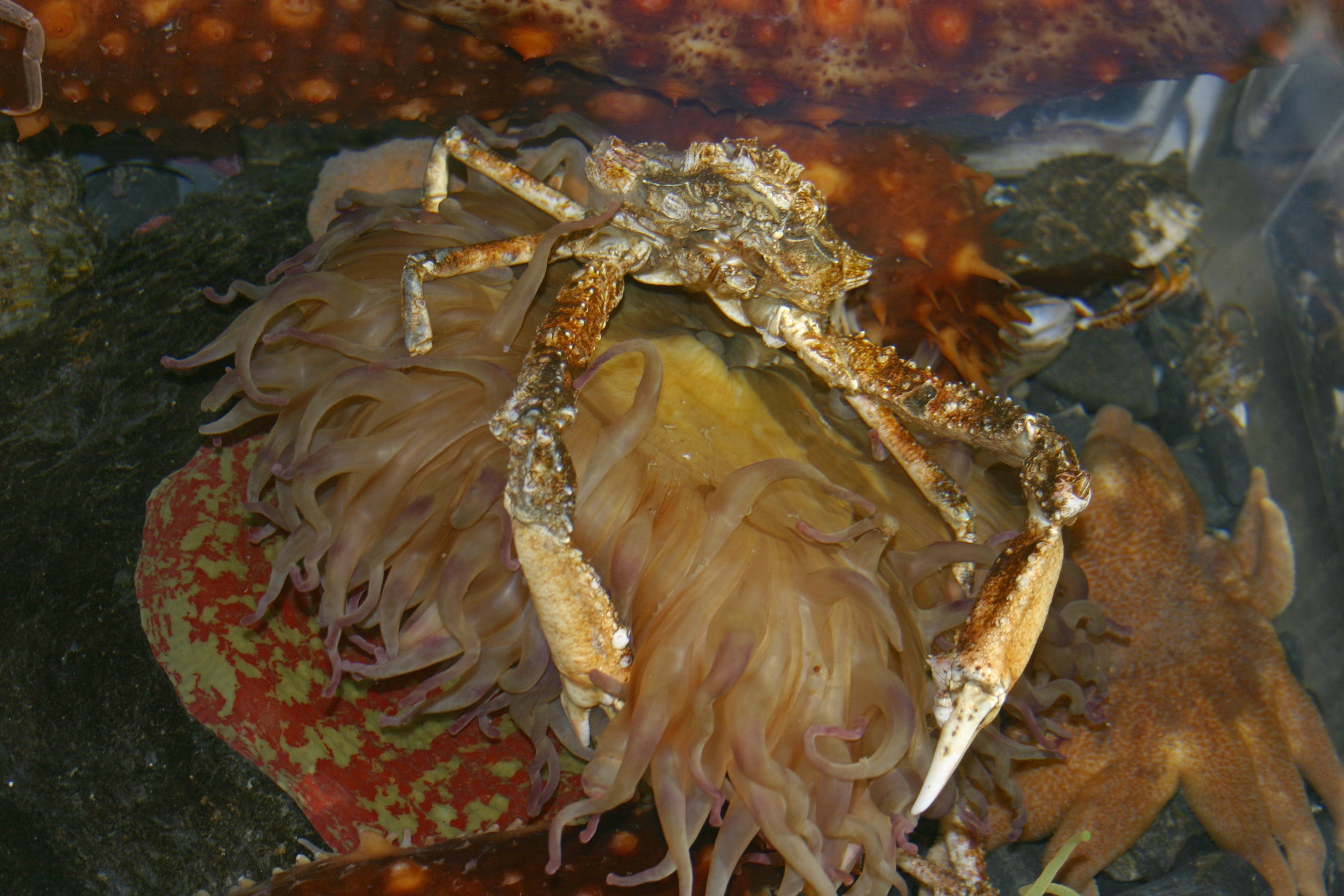